# Irmãos Grimm

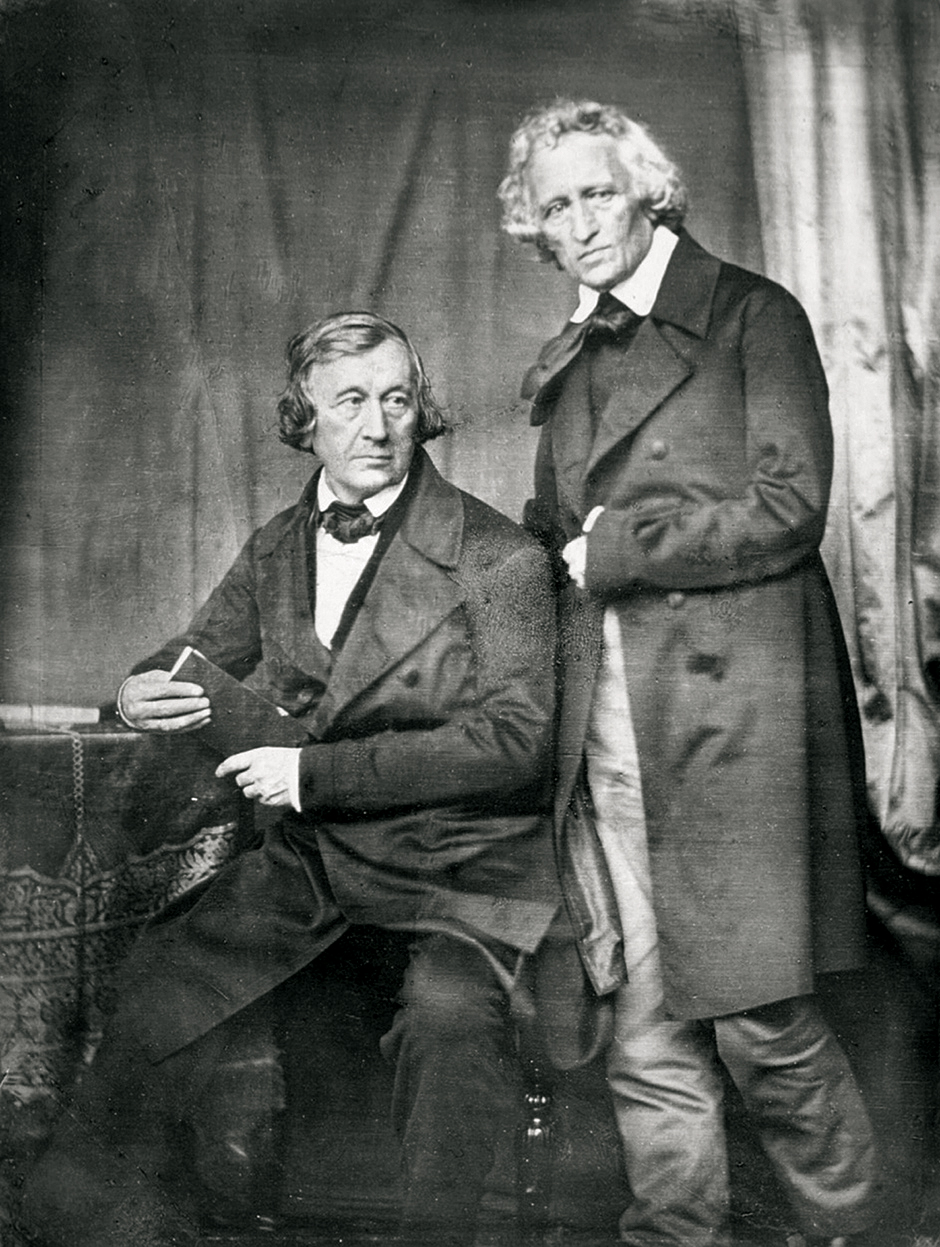
Jacob e Wilhelm Grimm em 1847.

Os irmãos Grimm (em alemão Brüder Grimm ou Gebrüder Grimm), Jacob (Hanau, 4 de janeiro de 1785 – Berlim, 20 de setembro de 1863) e Wilhelm (Hanau, 24 de fevereiro de 1786 – Berlim,  16 de dezembro de 1859), foram dois irmãos, ambos acadêmicos, linguistas, poetas e escritores que nasceram no então Condado de Hesse-Darmstadt, atual Alemanha. Os dois dedicaram-se ao registro de várias fábulas infantis, ganhando assim grande notoriedade, essa que, gradativamente, tomou proporções globais. Também deram grandes contribuições à língua alemã, tendo os dois trabalhado na criação e divulgação, a partir de 1838, do Dicionário Definitivo da Língua Alemã (o "Deutsches Wörterbuch"), que não chegaram a completar, devido à morte de ambos, entre as décadas de 1850 e 1860.

## Início

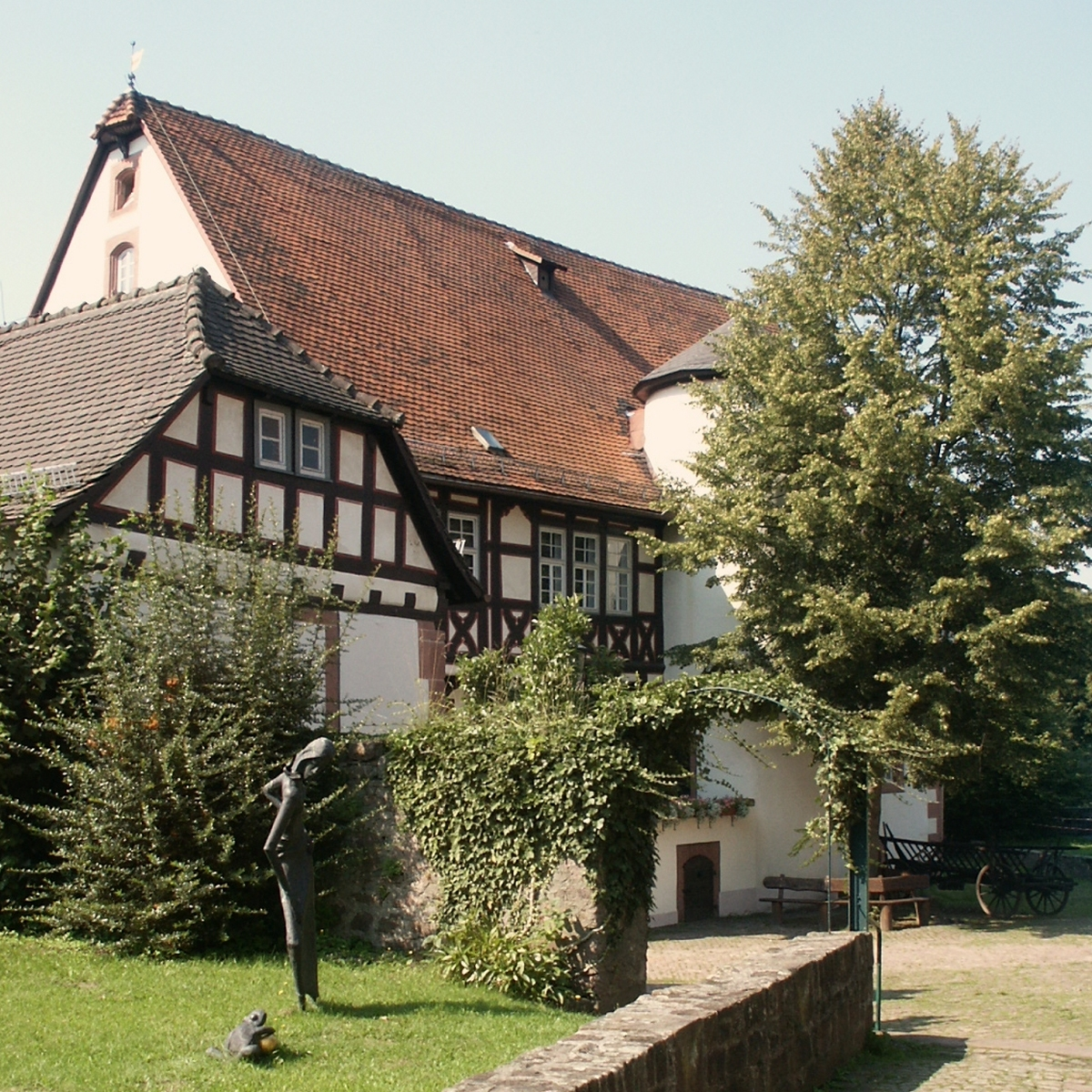
Jacob e Wilhelm Grimm viveram nesta casa em Steinau, atual Alemanha, de 1791 até 1796.

Jacob Ludwig Carl Grimm, nascido em 4 de janeiro de 1785, era 13 meses mais velho que seu irmão Wilhelm Carl Grimm, que nasceu em 24 de fevereiro de 1786. Ambos nasceram na cidade de Hanau, no Grão-ducado de Hesse, atual estado de Hesse, Alemanha, filhos de Philipp Grimm, um jurista, e Dorothea Zimmer Grimm (sendo Zimmer seu nome de solteira), filha de um vereador de Kassel. Jacob e Wilhelm, eram, respectivamente, o segundo e o terceiro dos nove filhos do casal (sete meninos e duas meninas), dos quais três (três meninos) não sobreviveram ao primeiro ano de vida. A família se mudou para o vilarejo de Steinau an der Straße, também no Grão-Ducado de Hesse (atual Steinau, estado de Hesse, Alemanha) em 1791, onde Philipp foi contratado como um magistrado do distrito.  Residindo em uma grande casa, a família era membro proeminente da comunidade local. O biógrafo Jack Zipes escreve que os irmãos estavam felizes e "claramente gostavam da vida no campo". As crianças foram alfabetizadas primeiro em casa por professores particulares e receberam instruções rigorosas como cristãos reformados (calvinistas) que incutiu em ambos uma fé religiosa ao longo da vida. Mais tarde frequentaram as escolas locais.
A morte inesperada de Philipp em 1796, vítima de pneumonia, trouxe graves dificuldades financeiras para a família. Forçada a dispensar os empregados que possuía em sua casa, Dorothea, a partir de então viúva, dependia de apoio financeiro de seu pai e irmã. Como seu filho mais velho vivo era Jacob, então com 11 anos de idade (o primogênito, Frederick Herman George, primeiro filho de Dorothea e Philipp, morreu poucos meses depois de nascer, em 1784), Dorothea rapidamente incutiu nele as responsabilidades de adulto (compartilhada com Wilhelm, então com 10 anos). Nos dois anos seguintes, até 1798, o espírito de conselho de seu avô materno, continuamente os exortou a serem trabalhadores de bom grado.
No mesmo ano de 1798, os irmãos deixaram a vila de Steinau e sua família, e se mudaram para Kassel, no então Reino da Prússia, atual Alemanha, onde foram matriculados na prestigiada instituição de ensino  Friedrichsgymnasium Kassel, graças a generosidade de sua tia materna, que comprometeu-se em arcar com as mensalidades de ambos os sobrinhos. Na falta de um provedor do sexo masculino (o avô materno deles havia morrido naquele ano), eles se confiavam um ao outro mutuamente. Embora os dois irmãos diferissem em temperamento - Jacob era introspectivo e Wilhelm mais extrovertido (embora muitas vezes sofria de problemas de saúde), eles compartilhavam uma forte ética de trabalho e se destacaram em seus estudos. Em Kassel tornaram-se extremamente conscientes de sua condição social inferior em relação aos alunos mais "bem-nascidos" que recebiam mais atenção. Cada irmão se formou: Jacob em 1803 e  Wilhelm em 1804 (porque perdeu um ano de escola devido a escarlatina).

### Contos de Grimm

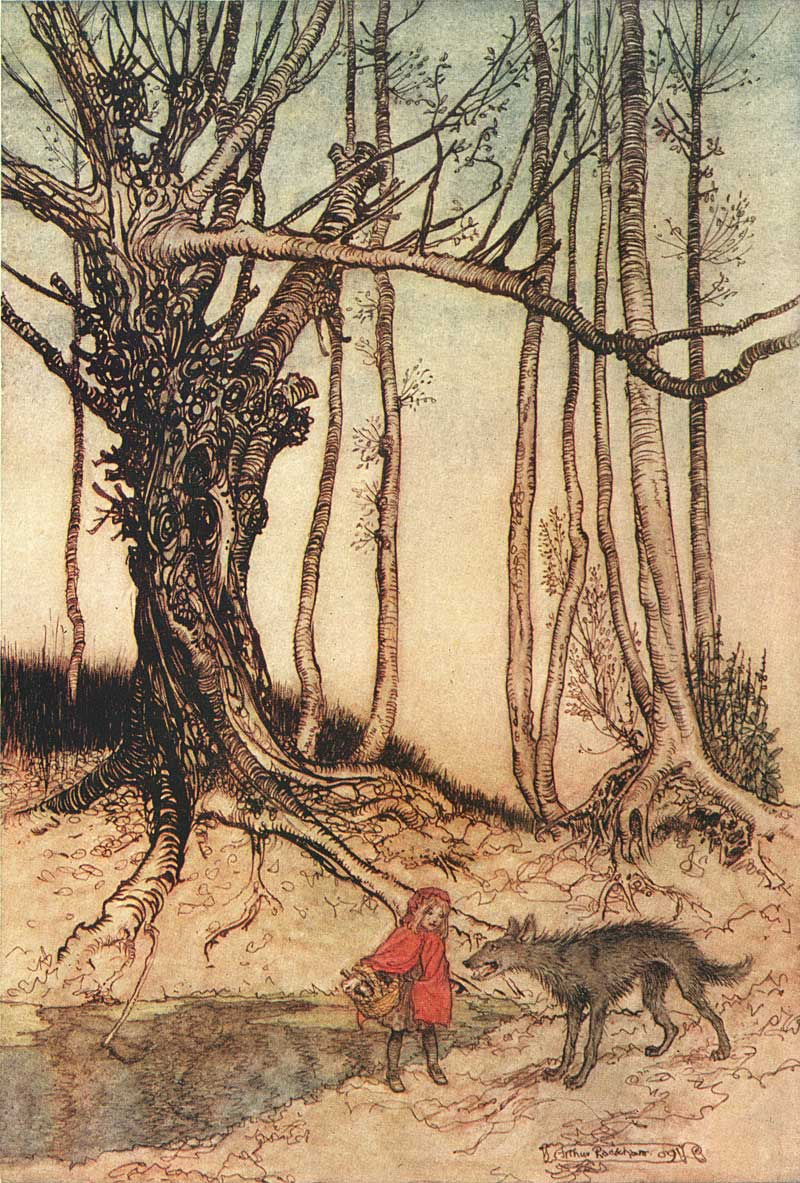
Os irmãos Grimm definiram "Chapeuzinho Vermelho", mostrado aqui em uma ilustração por Arthur Rackham, como representante de um conto exclusivamente alemão, embora existisse em várias versões e regiões.

## Colaborações

### Contexto
O surgimento do romantismo, o nacionalismo romântico e as tendências em valorização da cultura popular no início do século XIX reavivaram o interesse em contos de fadas, que haviam declinado desde seu pico do final do século XVII. Johann Karl August Musäus publicou uma coleção do contos populares entre 1782 e 1787; os Grimm ajudaram o renascimento com sua coleção de folclore, construída na convicção de que uma identidade nacional poderia ser encontrada na cultura popular e com o povo comum (Volk). Embora eles tenham recolhido e publicado contos como um reflexo da identidade cultural alemã, na primeira coleta eles incluíram contos de Charles Perrault, publicado em Paris em 1697, escrito para salões de aristocracia francesa. Acadêmica Lydia Jean explicou o mito que foi criado de que os contos de Perrault, muitos dos quais eram originais, vieram das pessoas comuns refletindo um folclore existente para justificar a sua inclusão.
Diretamente influenciados por Brentano e von Arnim, que editaram e adaptaram as canções populares do Des Knaben Wunderhorn (A trompa mágica do menino ou Cornucópia), os irmãos começaram a coleção com o propósito de criar um tratado acadêmico de histórias tradicionais e de preservar as histórias como elas haviam sido transmitidas de geração para geração, uma prática que foi ameaçada pelo aumento da industrialização.  Maria Tatar, professora de estudos da Alemanha na Universidade Harvard, explica que é justamente a transmissão de geração para geração e a gênese na tradição oral, que dá a contos folclóricos uma mutabilidade importante. As versões de contos diferem de região para região "pegando pedaços de cultura e folclore local, desenhando uma curva de frase de uma música ou outra história e consubstancia personagens com características retiradas do público testemunhando sua performance."
No entanto, como Tatar explica, os Grimm se apropriaram de histórias exclusivamente alemãs, como a história Chapeuzinho Vermelho, que já existia em muitas versões e regiões de toda Europa, "acreditando" que essas histórias eram reflexos da cultura germânica. Ademais, os irmãos, ao verem fragmentos de fé, e de religiões antigas refletidas em histórias, conjecturaram que elas continuaram a existir e sobreviver através da narração de histórias.

#### Metodologia
Quando Jacob devolveu os 53 contos que recolheu para a inclusão no terceiro volume de Des Knaben Wunderhorn, Brentano ignorou ou se esqueceu sobre os contos, deixando as cópias em uma igreja na Alsácia onde foram encontrados em 1920. Conhecidos como o Manuscrito Olenberg, esta é a versão mais antiga existente das coleções de Grimm e tornaram-se uma fonte valiosa para estudiosos da evolução da coleção dos Grimm a partir do momento de sua criação. O manuscrito foi publicado em 1927 e novamente em 1975.
Embora os irmãos tenham ganhado reputação por sua coleta de contos de camponeses, muitos contos vieram da classe média ou aristocrática. A esposa de Wilhelm, Dortchen Wild e sua família, assim como sua empregada e babá, contaram aos irmãos alguns dos contos mais conhecidos, tais como Hänsel und Gretel e A Bela Adormecida.